# John Njue

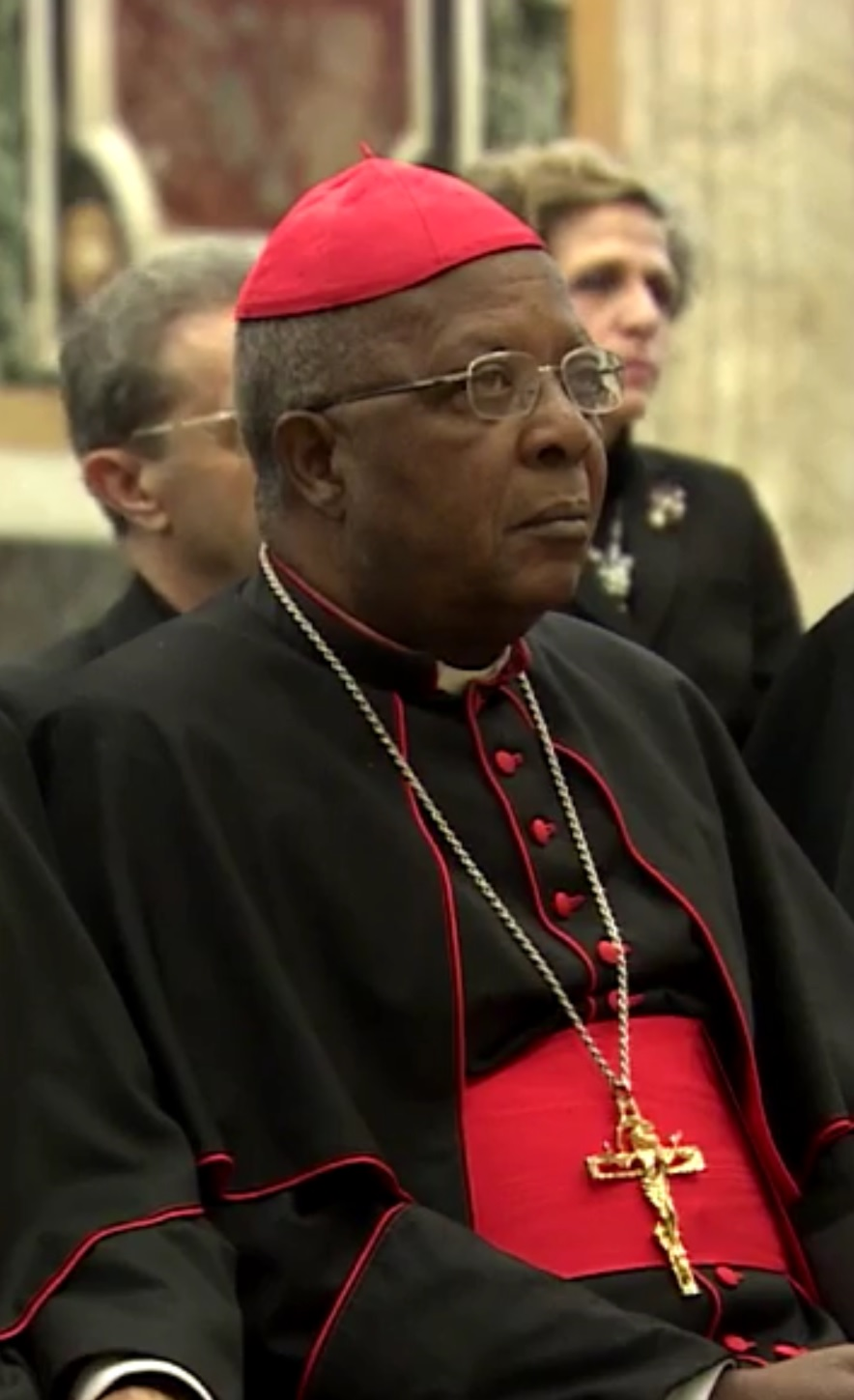
John Kardinal Njue (2017 im Vatikan)

Kardinalswappen

John Kardinal Njue (* 1. Januar 1946, nach anderen Angaben 1944, in Embu, Embu County) ist ein kenianischer Geistlicher und emeritierter römisch-katholischer Erzbischof von Nairobi.

## Leben
John Njues genaues Geburtsdatum ist nicht bekannt, allgemein wurde sein Geburtsjahr mit 1944 angegeben, im Annuario Pontificio des Jahres 2024 wird hingegen als Geburtsdatum der 1. Januar 1946 angegeben.
Njue studierte am Priesterseminar in Meru und an der Päpstlichen Universität Urbaniana in Rom Katholische Theologie und Philosophie und schloss seine Studien an der Urbaniana mit dem Lizenziat in Philosophie ab. Darüber hinaus erlangte er an der Päpstlichen Lateranuniversität das Lizenziat in Pastoraltheologie. Am 6. Januar 1973 empfing er durch Papst Paul VI. in Rom das Sakrament der Priesterweihe. Nach Tätigkeit in der Pfarrei Kariokoma in Meru in der Provinz Eastern war er ab 1975 als Dozent am Priesterseminar von Mabanga in Bungoma tätig, ab 1982 deren Regens. 1983 wurde er erster afrikanischer Priester in der Pfarrei von Chuka. Zwei Jahre später wurde er Professor am St. Josephs-Seminar in Nairobi.
Am 9. Juni 1986 ernannte Papst Johannes Paul II. Njue zum Bischof von Embu. Die Bischofsweihe spendete ihm Jozef Kardinal Tomko am 20. September desselben Jahres. Mitkonsekratoren waren Bischof Silas Silvius Njiru und Erzbischof Raphael S. Ndingi Mwana a'Nzeki. John Njue wurde am 9. März 2002 zum Koadjutorerzbischof von Nyeri berufen. Zudem war er vom 16. Juli 2005 bis zum 25. Januar 2006 Apostolischer Administrator des Apostolischen Vikariates Isiolo und vom 12. Januar 2007 bis zum 27. Juni 2009 Apostolischer Administrator des Bistums Muranga. Am 6. Oktober 2007 ernannte ihn Papst Benedikt XVI. zum Erzbischof von Nairobi; die feierliche Amtseinführung (Inthronisation) fand am 1. November desselben Jahres statt.
Am 24. November 2007 nahm ihn Benedikt XVI. als Kardinalpriester mit der Titelkirche Preziosissimo Sangue di Nostro Signore Gesù Cristo in das Kardinalskollegium auf. Er ist der zweite Kardinal in der Geschichte der katholischen Kirche von Kenia.
Von August 2009 bis Januar 2012 war er zudem Apostolischer Administrator des Bistums Ngong.
Papst Franziskus nahm am 4. Januar 2021 seinen altersbedingten Rücktritt an.
Ende September 2024 berichten angolanische und portugiesische Medien über den Tod Njues.  In einer vom Erzbistum am 27. September veröffentlichen Pressemeldung dementierte Weihbischof Wallace Nganga Gachihi solche Berichte.
Kardinal Njue konnte aus gesundheitlichen Gründen nicht am Konklave 2025 teilnehmen.

## Wirken
Seit 2006 ist er stellvertretender Vorsitzender der Association of Member Episcopal Conferences in Eastern Africa (AMECEA).
Njue war Vorsitzender der Kenianischen Bischofskonferenz. Für seinen Einsatz für den Schutz der Menschenrechte in Afrika sowie für faire und freie Wahlen erhielt er mehrfach Todesdrohungen.

## Mitgliedschaften
John Kardinal Njue war Mitglied folgender Institutionen der Römischen Kurie:
- Kongregation für die Evangelisierung der Völker (seit 2008)[10]
- Kongregation für den Klerus (seit 2008[10], bestätigt 2014[11])
- Kongregation für das Katholische Bildungswesen (seit 2013)[12]
- Päpstlicher Rat für die Laien (seit 2014)[13]
- Dikasterium für die Kommunikation (seit 2016[14], nachdem er bereits seit 2011 dem Päpstlichen Rat für die sozialen Kommunikationsmittel angehört hatte[15])